# Endemic Bird Area

Logo di BirdLife International

Una Endemic Bird Area (EBA), ovvero in lingua italiana una "area endemica per gli uccelli", è definita come un'area del mondo che comprende gli areali di riproduzione sovrapposti di specie di uccelli ad areale ristretto, in modo tale che gli areali completi di due o più specie ad areale ristretto siano interamente inclusi all'interno del confine dell'EBA.
Il concetto di EBA è stato introdotto nel 1987 dall'organizzazione non governativa BirdLife International nell'ambito di un progetto sulla biodiversità.

## Descrizione
Le Aree endemiche per uccelli (EBA) sono regioni del mondo che rappresentano aree naturali di endemismo ornitologico in cui le distribuzioni di due o più specie di uccelli a raggio ristretto si sovrappongono. Ciò non significa necessariamente che gli areali completi di tutte le specie a distribuzione ristretta di un’EBA siano interamente inclusi nei confini di quella singola EBA, poiché alcune specie possono essere condivise tra più EBA.
Una specie di uccello a raggio ristretto è un uccello terrestre che si ritiene abbia avuto un raggio di riproduzione inferiore a 50.000 km² nel corso dei tempi storici (a partire dall'800). Alcuni uccelli che oggi hanno un raggio ristretto erano storicamente molto diffusi e pertanto non sono trattati come specie a raggio ristretto. Sono inclusi uccelli estinti che si qualificano per la dimensione del raggio.